# Trigonidium infuscata
Trigonidium infuscata är en insektsart som först beskrevs av Lucien Chopard 1925.  Trigonidium infuscata ingår i släktet Trigonidium och familjen syrsor. Inga underarter finns listade i Catalogue of Life.